# Ebbenhouten Schoen 2006
De verkiezing van de Ebbenhouten Schoen 2006 werd op 24 april 2006 gehouden. Mbark Boussoufa won de Belgische voetbaltrofee voor de eerste keer.

## Winnaar
Vincent Kompany won zowel in 2004 als in 2005, maar in zijn laatste seizoen voor RSC Anderlecht zat hij niet bij de finalisten. Alle ogen waren daarom op voorhand gericht op Mbark Boussoufa. De in Nederland geboren Marokkaan was de absolute uitblinker en sterkhouder van KAA Gent. In de topper tegen Club Brugge op 1 april 2006 had hij zich van zijn beste kant getoond. Hij dolde met de tegenstand, scoorde twee keer en leidde zo het ontslag van Club-trainer Jan Ceulemans in. Vanaf dat moment was het duidelijk dat het tijd was voor een stap hogerop. Boussoufa won in 2006 de trofee voor Jonge Profvoetballer van het Jaar, Profvoetballer van het Jaar en de Ebbenhouten Schoen. Nadien verhuisde hij naar Anderlecht en sleepte hij ook de Gouden Schoen in de wacht.

## Uitslag
| Nr.             | Land                                         | Naam                  | Club(s)            | Punten     |
| Finalisten      | Finalisten                                   | Finalisten            | Finalisten         | Finalisten |
| --------------- | -------------------------------------------- | --------------------- | ------------------ | ---------- |
| 1.              | Vlag van Marokko · Vlag van Nederland        | Mbark Boussoufa       | KAA Gent           | 315        |
| 2.              | Vlag van Ghana                               | Ibrahim Salou         | Zulte-Waregem      | 207        |
| 3.              | Vlag van Burundi                             | Mémé Tchité           | Standard Luik      | 172        |
| 4.              | Vlag van Nigeria                             | Tosin Dosunmu         | Germinal Beerschot | 146        |
| 5.              | Vlag van Nigeria · Vlag van Verenigde Staten | Oguchi Onyewu         | Standard Luik      | 122        |
| Vervolg uitslag |                                              |                       |                    |            |
| 6.              | Vlag van Ivoorkust · Vlag van Burkina Faso   | Aristide Bancé        | KSC Lokeren        | 34         |
| 7.              | Vlag van Congo-Kinshasa · Vlag van België    | Vincent Kompany       | RSC Anderlecht     | 32         |
| 8.              | Vlag van Sierra Leone                        | Ibrahim Kargbo        | FC Brussels        | 31         |
| 9.              | Vlag van Congo-Kinshasa · Vlag van België    | Mbo Mpenza            | RSC Anderlecht     | 16         |
| 10.             | Vlag van Ivoorkust                           | Junior                | SK Beveren         | 8          |
| "               | Vlag van Congo-Kinshasa · Vlag van België    | Anthony Vanden Borre  | RSC Anderlecht     | 8          |
| 12.             | Vlag van Burkina Faso                        | Mahamoudou Keré       | Sporting Charleroi | 7          |
| "               | Vlag van Congo-Kinshasa · Vlag van België    | Jeanvion Yulu-Matondo | Club Brugge        | 7          |
| 14.             | Vlag van Ivoorkust · Vlag van Frankrijk      | Siramana Dembele      | Standard Luik      | 6          |
| "               | Vlag van Nigeria                             | Peter Utaka           | KVC Westerlo       | 6          |

1992 · 1993 · 1994 · 1995 · 1996 · 1997 · 1998 · 1999 · 2000 · 2001 · 2002 · 2003 · 2004 · 2005 · 2006 · 2007 · 2008 · 2009 · 2010 · 2011 · 2012 · 2013 · 2014 · 2015 · 2016 · 2017 · 2018 · 2019 · 2020 · 2021 · 2022 · 2023 · 2024